# Шитов, Борис Александрович
Борис Александрович Шитов — российский металлург, специалист в области технологии производства хромированной лакированной жести и оцинкованной полосы с полимерными покрытиями, лауреат Государственной премии СССР (1988).

## Биография
Родился 01.01.1951 в г. Лысьва Молотовской области.
Окончил Уральский политехнический институт, химический факультет (1973).
Работал на Лысьвенском металлургическом заводе:
- инженер-технолог техотдела метизного производства (1973—1977),
- начальник лаборатории защитных покрытий ЦЗЛ (1977—1978),
- и. о. начальника, заместитель начальника ЦЗЛ (1978), начальник ЦЗЛ (1978—1994), директор филиала ЦЗЛ (1994—1996).

С 1996 по 2010 г. директор ЗАО «ЦЗЛ» ЛМЗ.
С 2010 г. на пенсии.
Специалист в области производства пищевого лака для хромирования жести, технологии производства хромированной лакированной жести и оцинкованной полосы с полимерными покрытиями.
Принимал участие в разработке мероприятий по модернизации и совершенствованию импортного оборудования.
Получил 10 авторских свидетельств на изобретения.
Лауреат Государственной премии СССР (1988) — за разработку и внедрение технологии производства хромированной лакированной жести для консервной промышленности, премии им. А. В. Зануцци (2013). Почётный металлург РФ (2000).